# Ina Wroldsen

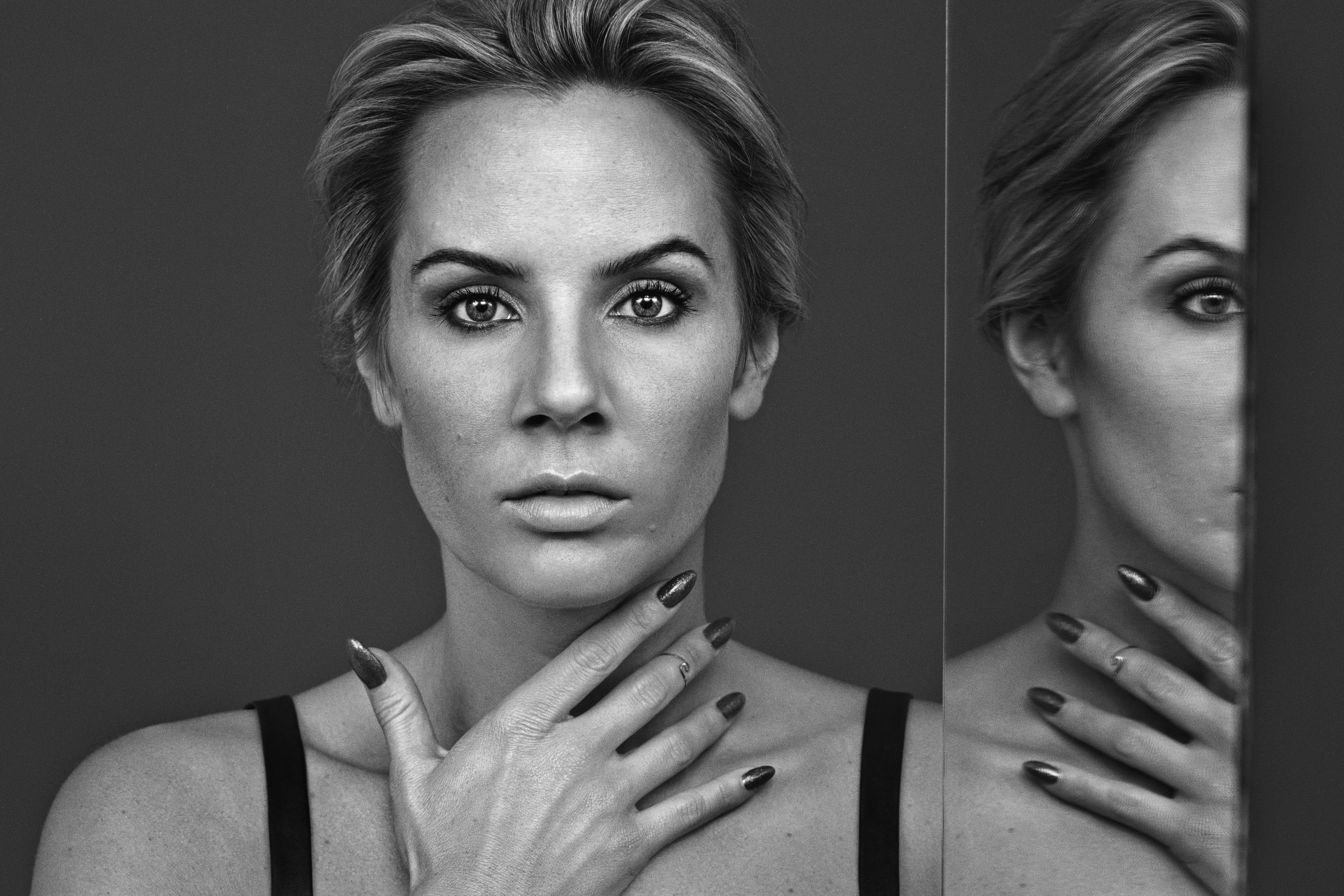
Ina Wroldsen (2015)

Ina Christine Wroldsen (* 28. Mai 1984 in Sandefjord) ist eine norwegische Songwriterin und Sängerin.

## Biografie
Mit 17 Jahren gewann Ina Wroldsen den Talentwettbewerb Fame Factory beim Privatsender TV3. Danach versuchte sie, eine eigene Karriere zu starten und veröffentlichte auch einige Songs, aber ohne den Durchbruch zu schaffen. Zwar hatte sie 2006 bei einem Label unterschrieben, das ging aber nur ein Jahr später in Konkurs. Eines ihrer Lieder, If You Could Only See Me, wurde 2007 von Maria Arredondo aufgenommen. Danach beschränkte sie sich auf das Songwriting, ging nach London und hatte als Liedautorin für die Saturdays gleich großen Erfolg: An acht Liedern des Debütalbums Chasing Lights war sie beteiligt, von denen zwei, Up und If This Love, die Top Ten der UK-Charts erreichten. Im selben Jahr schrieb sie auch an dem internationalen Hit Hush Hush von den Pussycat Dolls mit.
In den folgenden Jahren kamen Arbeiten für Leona Lewis, Pixie Lott, Alexandra Burke, Shontelle, Melanie C, Britney Spears und andere dazu. Bei einigen war sie sogar zusätzlich als Backgroundsängerin beteiligt. Mit den Saturdays hatte sie weitere Top-Ten-Hits und mit dem Song Twilight für Cover Drive 2012 den ersten Nummer-eins-Hit in Großbritannien. Im Jahr darauf wurde Impossible, das Shontelle 2010 bereits zum Top-Ten-Hit gemacht hatte, in der Version von X-Factor-Sieger James Arthur zum zweiten Spitzenreiter.
2013 engagierte sie sich auch für ihr Heimatland für den Eurovision Song Contest. Das für die Nachwuchssängerin Adelén geschriebene Lied Bombo wurde allerdings knapp nur Zweites beim Vorentscheid, erreichte aber Platz eins in Norwegen. Außerdem startete sie ein gemeinsames Projekt mit dem Produzenten Arnthor Birgisson unter dem Namen Ask Embla, in dem sie wieder selbst als Sängerin tätig ist.
Wroldsen war als Songwriterin und Sängerin an Calvin Harris’ Dance-Pop-Song How Deep Is Your Love beteiligt, der 2015 veröffentlicht wurde. Die Single konnte sich international in den Charts platzieren, unter anderem auf Platz 2 in Großbritannien und Platz 4 in Deutschland. Im November 2017 veröffentlichte Alan Walker einen Remix ihrer Single Strongest, welche am 27. Oktober 2017 veröffentlicht wurde. Am 1. Dezember 2017 erschien der Song Breathe in Kooperation mit Jax Jones, wobei sie wieder als Sängerin fungierte.
Im November 2018 wurde sie bei der Preisverleihung P3 Gull des norwegischen Radiosenders NRK P3 mit dem P3-Preis als eine der erfolgreichsten Musikerinnen Norwegens ausgezeichnet. Im März 2019 gewann Wroldsen beim Spellemannprisen 2018 in der Kategorie Beste Songwriterin für das Album Hex.